# Europees kampioenschap voetbal 2012 (Groep B) Duitsland - Portugal
Dit artikel gaat over de wedstrijd in de groepsfase in Groep B tussen Duitsland en Portugal die gespeeld werd op 9 juni 2012 tijdens het Europees kampioenschap voetbal 2012.
Het was de vierde wedstrijd van het toernooi en werd gespeeld in de Arena Lviv in Lviv. Het was de tweede wedstrijd in Oekraïne.

## Voorafgaand aan de wedstrijd
- Op de FIFA-wereldranglijst van mei 2012 stond Duitsland op de tweede plaats, Portugal op de vijfde.[1]
- Duitsland heeft in totaal zes keer in de finale van het Europees kampioenschap voetbal mannen gestaan, waarvan drie keer als West-Duitsland. Als West-Duitsland heeft zijn de finales van de toernooien in 1972 en 1980 gewonnen. In 1972 werd gewonnen van de Sovjet-Unie en in 1980 was het team van België niet opgewassen voor het team van West-Duitsland. Na de hereniging met Duitse Democratische Republiek werd de finale van 1996 gewonnen van Tsjechië. De verloren finales waren in 1976, 1992 en 2008. In 1976 was Tsjecho-Slowakije te sterk, in 1992 werd verloren van Denemarken en in 2008 werd verloren van Spanje.
- De beste prestatie voor Portugal is het behalen van de finale tijdens het Europees kampioenschap voetbal 2004 in Portugal. Deze finale werd verloren van Griekenland. In 2008 behaalde Portugal de kwartfinale, waar werd verloren van de tegenstander van deze dag, Duitsland.
- Duitsland plaatste zich als groepswinnaar voor het Europees kampioenschap 2012 in een poule waar Turkije tweede werd voor België. Portugal werd tweede in de poule waar Denemarken eerste werd. Tijdens de play-offs waren de Portugezen te sterk voor Montenegro.
- Het is de zeventiende ontmoeting tussen Duitsland en Portugal. Van de zestien voorgaande ontmoetingen wist Duitsland acht keer te winnen, Portugal slechts drie keer. Vijf duels eindigden in een gelijk spel. Duitsland scoorde in de zestien duels 24 doelpunten tegenover zestien Portugese doelpunten.
- De wedstrijd in de kwartfinale in 2008 was de laatste ontmoeting tussen beide landen. Duitsland won deze wedstrijd met 3 - 2, door doelpunten van Schweinsteiger, Klose en Ballack. Voor de Portugezen scoorden Gomes en Postiga.
- Dit duel is de derde keer dat de beide ploegen tegenover elkaar staan op het Europees kampioenschap voetbal. De eerste keer was in 1984 in de groepsfase. Hier werd doelpuntloos gelijk gespeeld. Ook in 2000 stonden beide landen in een groepswedstrijd tegenover elkaar. Door drie doelpunten van Conceição wonnen de Portugezen deze wedstrijd met 3 - 0.

## Wedstrijdgegevens

De basisopstellingen van beide landen

| Datum                | 9 juni 2012                    | 9 juni 2012                    |
| Wedstrijdnummer      | 4                              | 4                              |
| Stadion              | Arena Lviv, Lviv               | Arena Lviv, Lviv               |
| Toeschouwers         | 32.990                         | 32.990                         |
| Scheidsrechter       | Stéphane Lannoy                | Stéphane Lannoy                |
| Assistenten          | Frédéric Cano Michael Annonier | Frédéric Cano Michael Annonier |
| Vierde man           | Marcin Borski                  | Marcin Borski                  |
| Man van de wedstrijd | Mario Gomez                    | Mario Gomez                    |
|                      | Duitsland                      | Portugal                       |
| Doelpunten           | 1                              | 0                              |
| Gele kaarten         | 2                              | 2                              |
| Rode kaarten         | 0                              | 0                              |
| Wissels              | 3                              | 2                              |
| Schoten op doel      | 5                              | 4                              |
| Schoten naast doel   | 5                              | 4                              |
| Overtredingen        | 14                             | 19                             |
| Hoekschoppen         | 2                              | 11                             |
| Buitenspel           | 1                              | 1                              |
| Vrije trappen        | 19                             | 15                             |
| Balbezit (tijd)      | 0                              | 0                              |
| Balbezit (%)         | 58                             | 42                             |

| Duitsland | 1 – 0           | Portugal |
| Mario Gomez (Sami Khedira) 72' | goals (assists) | |
| Joachim Löw | bondscoach      | Paulo Bento |
| Manuel Neuer Philipp Lahm Holger Badstuber Mats Hummels Jerome Boateng Bastian Schweinsteiger Sami Khedira Lukas Podolski Mesut Özil 87' Thomas Müller 90+4' Mario Gomez 80' | opstellingen    | Rui Patrício Fábio Coentrão Bruno Alves Pepe João Pereira Miguel Veloso João Moutinho 80' Raul Meireles Cristiano Ronaldo 70' Hélder Postiga Nani |
| Miroslav Klose 80' Toni Kroos 87' Lars Bender 90+4' | wissels         | 70' Nélson Oliveira 80' Silvestre Varela |
| Holger Badstuber 43' Jerome Boateng 69' | gele kaarten    | 13' Hélder Postiga 60' Fábio Coentrão |
| | rode kaarten    | |

## Wedstrijden
| Groepswedstrijden | | | |
| Groep A | Groep B | Groep C                                                                                               | Groep D |
| Polen - Griekenland Rusland - Tsjechië Griekenland - Tsjechië Polen - Rusland Tsjechië - Polen Griekenland - Rusland | Nederland - Denemarken Duitsland - Portugal Denemarken - Portugal Nederland - Duitsland Portugal - Nederland Denemarken - Duitsland | Spanje - Italië Ierland - Kroatië Italië - Kroatië Spanje - Ierland Kroatië - Spanje Italië - Ierland | Frankrijk - Engeland Oekraïne - Zweden Oekraïne - Frankrijk Zweden - Engeland Engeland - Oekraïne Zweden - Frankrijk |
| Kwartfinales | | | |
| Tsjechië - Portugal                                                                                                  | Duitsland - Griekenland | Spanje - Frankrijk                                                                                    | Engeland - Italië |
| Halve finales | | | |
| ‎Portugal - Spanje | ‎Portugal - Spanje | Duitsland - Italië                                                                                    | Duitsland - Italië                                                                                                   |
| Finale | | | |
| Spanje - Italië | | | |